# Johnstone Castle

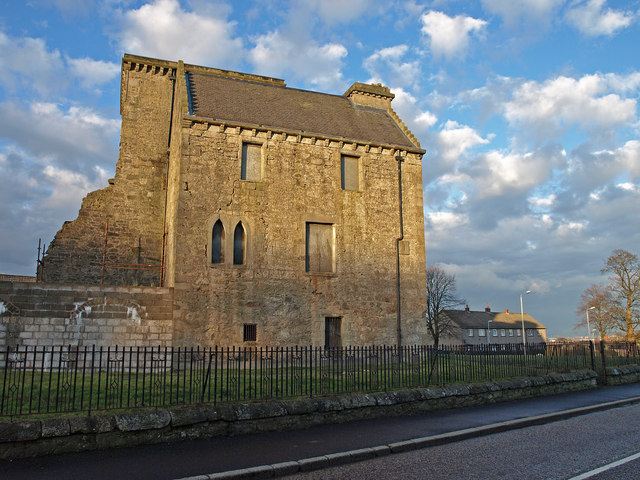
Johnstone Castle, Renfrewshire

Johnstone Castle ist die Ruine eines Landhauses in der Stadt Johnstone in der schottischen Council Area Renfrewshire.

## Geschichte
Das Haus aus dem 18. Jahrhundert gehörte den Houstouns von Milliken, die das Anwesen von Easter Cochrane 1773 erwarben. Das ursprüngliche Gebäude wurde 1771 und nochmals im Auftrag von George Houstoun im Jahre 1812 vergrößert. Beim letzten Umbau wurde das Haus mit Zinnen versehen und erhielt eine Tourelle an der linken Seite der Frontfassade, vermutlich geplant vom Architekten James Gillespie Graham.
Zu den bemerkenswertesten Details zählten die Räume des Erdgeschosses, die Tonnengewölbedecken hatten. Zusätzlich zu den Zinnenverzierungen hatte das Gebäude unter der Dachkante eine Ziersteinlage in Form eines Seils. Auch wenn das Landhaus und sein Anwesen als teilweise pittoresk galten, führte das Wachstum der Stadt Johnstone doch dazu, dass das Grundstück stetig verkleinert wurde und Anfang des 20. Jahrhunderts fast ganz verschwand. Der größte Teil des Hauses wurde 1950 abgerissen und 1956 kaufte die Stadt den größten Teil des verbleibenden Grundstücks für den Siedlungsbau.
Heute ist nur noch der Mittelturm mit quadratischem Grundriss erhalten, der einen älteren Staffelgiebel mit Scharwachtturm besitzt. Dieser Turm war eine Ruine, bis er 2001 gekauft und zu einem privaten Wohnhaus ausgebaut wurde. Historic Scotland hat ihn als historisches Bauwerk der Kategorie B gelistet.

## Frédéric Chopin
Das bekannteste Ereignis in der Geschichte von Johnstone Castle ist der Besuch des polnischen Komponisten Frédéric Chopin 1848. Er wurde von Anne Houstoun, der Gattin des damaligen Lairds Ludovic eingeladen, als er auf einer Tour durch Schottland war. Annes Schwester, Jane Stirling, war eine Schülerin und langjährige Freundin Chopins und hatte die Tour arrangiert. Chopin war anfangs von dem Anwesen bezaubert und beschrieb seinen Aufenthalt in einem Brief: „Ich weile in Mrs. Houstouns Haus. Das Landhaus ist sehr hübsch und opulent; man führt sein Leben in großem Stil.“
Leider wurde das Wetter schlechter und er schrieb an seinen Freund Wojciech Grzymała: „Das Wetter hat sich verändert, es ist furchtbar draußen. Ich fühle mich krank und deprimiert und alle gehen mir mit ihrer übertriebenen Aufmerksamkeit auf die Nerven.“
Zu allem Unglück war er auch noch in einen Unfall verwickelt, der ihm das Leben hätte kosten können: Er fuhr mit einem zweispännigen Wagen aus und eines der Pferde bäumte sich auf und riss sich vom Geschirr los, während Chopin noch im Wagen saß. Der Wagen krachte in einen Baum und zerfiel in Stücke. Der Komponist konnte aber dem Wrack entsteigen.